# Theta chariessa
Theta chariessa är en snäckart som först beskrevs av Watson 1881.  Theta chariessa ingår i släktet Theta och familjen Turridae. Inga underarter finns listade i Catalogue of Life.